# Кырджа, Айше
Айше́ Кырджа́ (тур. Ayşe Kırca; род. 2 мая 1994, Стамбул) — турецкая актриса

 театра, кино и телевидения.

## Биография и карьера
Айше Кырджа родилась 2 мая 1994 года в Стамбуле (Турция) в семье актёров Левента Кырджа (1950—2015) и Ойи Башар (род. 1956), которые были женаты дважды до того, как окончательно разойтись в 2005 году. У неё есть старший брат — Умут Кырджа (род. 1985), режиссёр, а также два старших единокровных брата, Огулджан Кырджа (род. 1977), режиссёр, и Оздеш Кырджа, музыкант. Кырджа окончила факультет актёрского мастерства Университета Нью-Йоркской киноакадемии.
В 2015 году Кырджа дебютировала в кино, сыграв роль в короткометражном фильме «Бессмертие в огне». В 2016 году она сыграла небольшую роль официантки в американском фильме «Кэрри в большом городе». В 2019 году сыграла в мюзикле «Пера». С 2020 по 2021 год Кырджа играла роль Ясемин в телесериале «Моя левая половинка». С 2022 по 2023 год она играла роль Елиз в телесериале «Пусть жизнь идёт своим чередом».

## Фильмография
| Год       |     | Русское название               | Оригинальное название     | Роль       |
| --------- | --- | ------------------------------ | ------------------------- | ---------- |
| 2015      | кор | Бессмертие в синем             | Immortality in Blue       |            |
| 2016      | ф   | Кэрри в большом городе         | Carrie Pilby              | официантка |
| 2020—2021 | с   | Моя левая половинка            | Sol Yanım                 | Ясемин     |
| 2022—2023 | с   | Пусть жизнь идёт своим чередом | Gelsin Hayat Bildiği Gibi | Елиз       |